# Idea alcine
Idea alcine är en fjärilsart som beskrevs av Hans Fruhstorfer 1910. Idea alcine ingår i släktet Idea och familjen praktfjärilar. Inga underarter finns listade i Catalogue of Life.